# Louis Duchesne
Louis Marie Olivier Duchesne (Saint Servan (actualment en el terme de Sant-Maloù), Bretanya, França, 13 de setembre de 1843 - Roma, 21 d'abril de 1922) va ser un eclesiàstic, professor, arqueòleg i historiador de l'Església francès amb un esperit crític de la seva històrica, que va marcar un abans i un després en els estudis eclesiàstics. El seu estil incisiu, la crítica sense temor i, a vegades fins i tot cruel, i una erudició penetrant, va convertir-lo en un adversari en el camp de la polèmica.

## Biografia

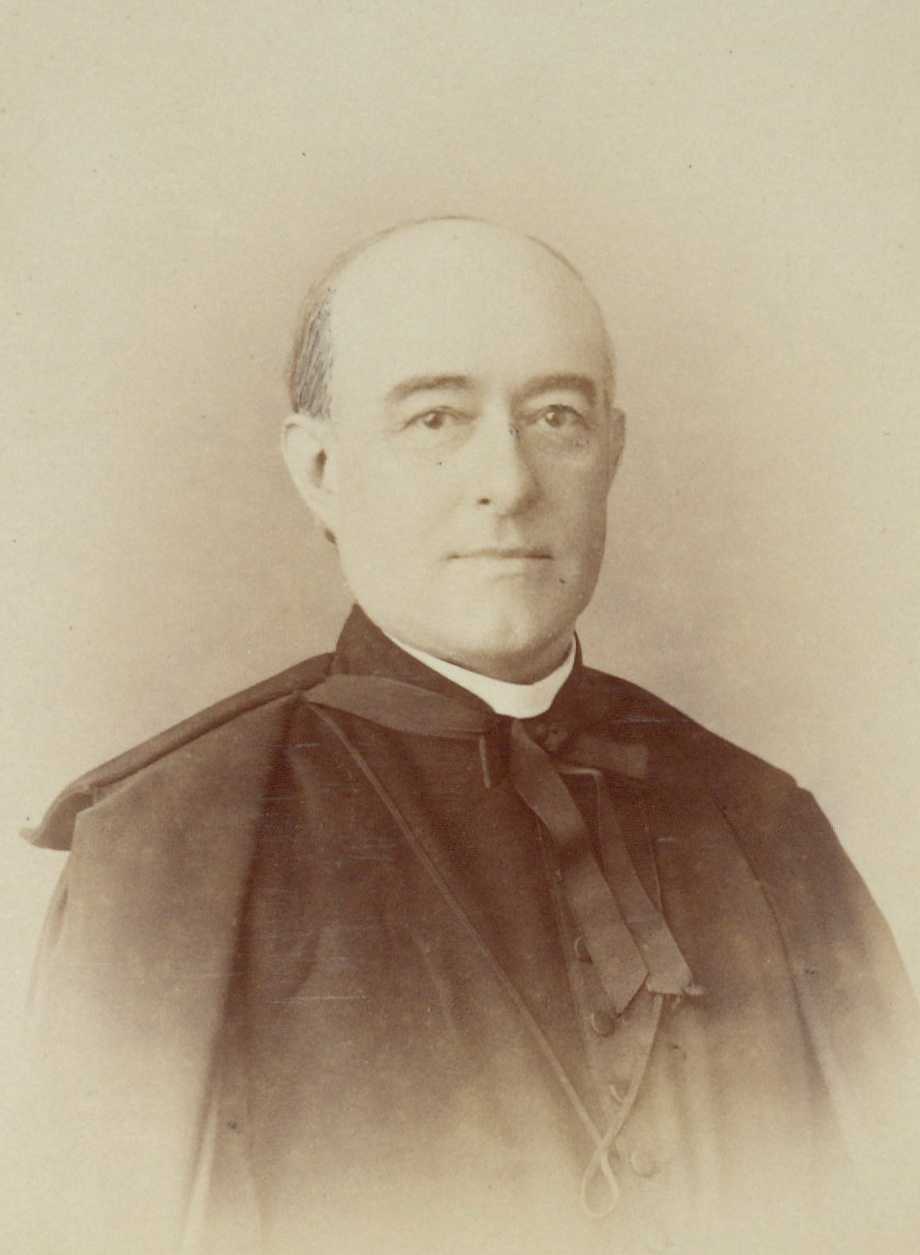
Louis Duchesne

Va ser ordenat sacerdot el 1867. Entre 1874 i 1876 duu a terme dues missions científiques, una al Mont Atos i la següent a l'Àsia Menor; les primeres que semblen decantar-lo a estudiar la història antiga de les esglésies cristianes orientals. Després, tanmateix, va ser l'Església a Occident la que va absorbir tota la seva atenció.
El 1877 va rebre el grau de doctor en lletres antigues amb dues tesis remarcables, la dissertació De Macario magnete i l'Étude sur le Liber Pontificalis, obra que explicava des d'un punt de vista crític sobre l'origen d'aquesta cèlebre crònica, en va determinar les diferents edicions i la seva interrelació, declarant amb precisió el valor que tenia aquest testimoni escrit. Immediatament, va ser nomenat professor d'Arqueologia i història cristiana a l'Institut Catòlic de París, on va estar-hi durant vuit anys, convertint-se en un model i exemple de sacerdot que ensenyava història de l'Església segons les regles crítiques científiques, llavors estrany a França. El seu curs, atrevit, fins i tot a ulls dels exegetes tradicionalistes, va ser finalment suspès.
El novembre de 1885 va ser nomenat professor de l'École Pratique des Hautes Études. L'any segúent, 1886, va publicar el primer volum de la seva edició del Liber Pontificalis, que va acabar el 1892 amb el segon volum, en la qual resumia i completava les conclusions que havia obtingut en la seva tesi. El 1888 va ser escollit membre de l'Académie des Inscriptions et Belles-Lettres i, després, director de l'escola francesa d'arqueologia a Roma.
Va investigar sobre els orígens cristians, especialment els de França, amb la seva obra Origines du culte chrétien, étude sur la liturgie latine avant Charlemagne (1889), Fastes épiscopaux dans l'ancienne Gaule (Vol. 1, 1894; Vol. 2, 1899) i Catalogues épiscopaux de la province de Tours (1898).
Quan va aparèixer la proposta de reconciliació entre l'Església romana i les esglésies orientals, Duchesne va esforçar-se a demostrar que la unió d'aquestes esglésies era possible sota la supremacia de Roma, perquè la unitat no implicava necessàriament la uniformitat. Amb relació a aquesta temàtica, va publicar Autonomies ecclésiastiques; églises séparées (1897), en la qual també explica l'origen de l'Església Anglicana, però tracta en especial l'origen de les Esglésies gregues d'Orient, si bé va ser rebuda amb pocs favors dels cercles més tancats de la cort pontíficia.
El 1906 va començar a publicar un cicle de conferències que havia dedicat als primers temps de l'Església, sota el nom de l'Histoire ancienne de l'Église, de la qual van circular poques còpies; el segon volum aparegué el 1908. En aquesta obra, Duchesne toca els problemes més delicats de forma hàbil, sense haver d'elaborar un gran desplegament d'erudició, va presentar les seves conclusions tal com s'havien de tenir en compte.
Va fundar la revista Bulletin critique, en la qual va escriure nombrosos articles i van contribuir a difondre els seus principis en el mètode històric del clergat francès.